# Rimowa Electronic Tag

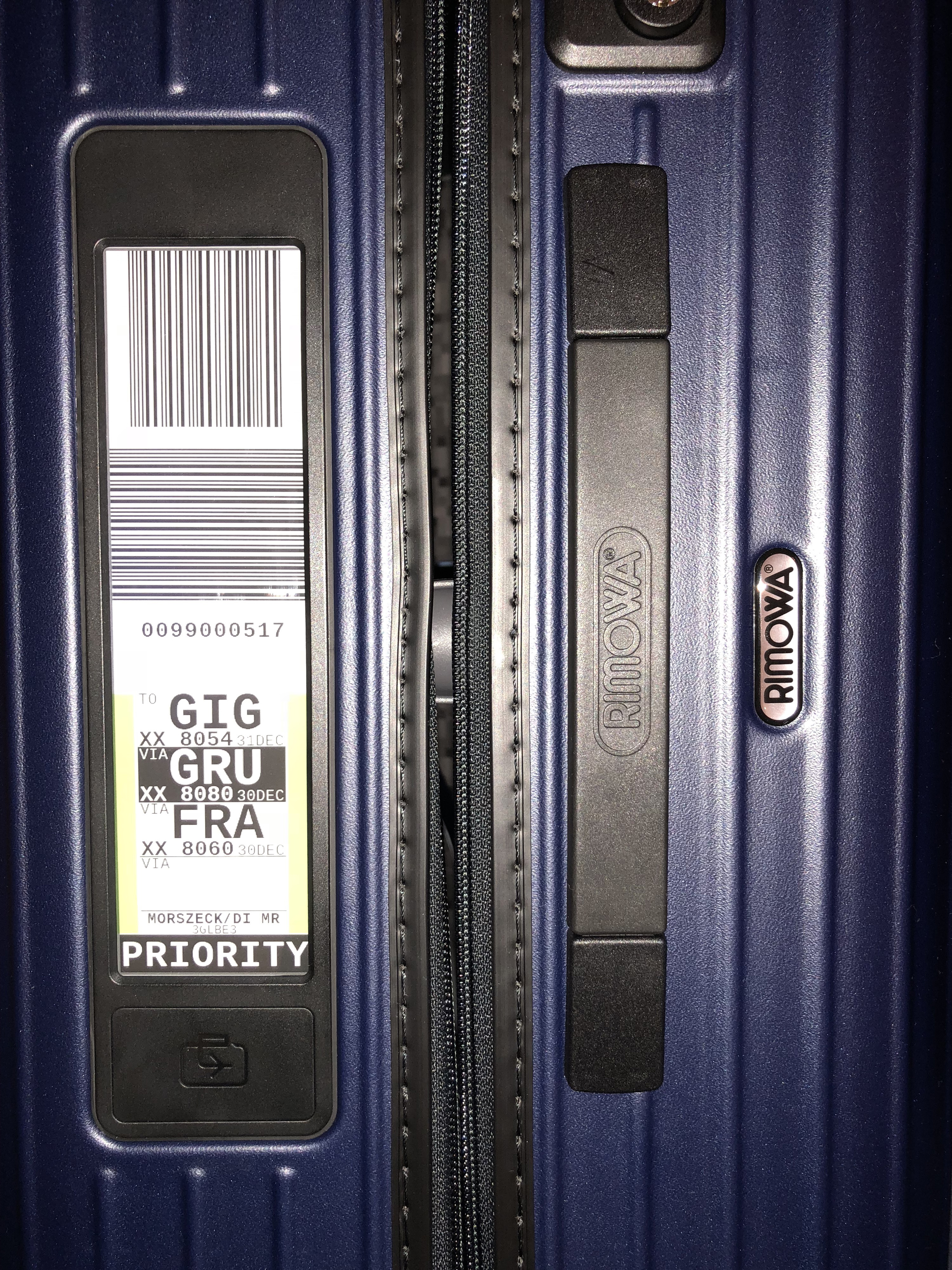
Rimowa-Electronic-Tag-E-Ink-Display auf einem Rimowa-Koffer

Das Electronic Tag System der Firma Rimowa ist die elektronische Variante von Gepäckanhängern aus Papier. Aus einer Mobile App einer dies unterstützenden Fluggesellschaft wird der Gepäckanhänger dabei per Bluetooth auf das in den jeweiligen Koffer integrierte E-Ink-Display übertragen. Für die Nutzung ist entscheidend, dass die erste Fluggesellschaft, bei der das Einchecken am Flughafen erfolgt, das System unterstützt. Die Vermarktung des Systems wurde 2019 im Zuge der Übernahme der Firma Rimowa durch den LVMH-Konzern eingestellt.

## Entwicklung
Rimowa entwickelte zusammen mit Lufthansa, Airbus und T-Systems das „Bag2Go-Koffersystem“, mit dem das Einchecken am Flughafen beschleunigt werden sollte. Das System, bei dem ein E-Ink-Display einen konventionellen Gepäckanhänger aus Papier ersetzt, war seit März 2016 unter dem Namen Rimowa Electronic Tag erhältlich. Ursprüngliche Projektideen, wie eine in den Koffer integrierte Waage oder ein Trackingsystem wurden nicht umgesetzt.

## Partnerfluggesellschaften
Folgende Fluggesellschaften akzeptieren das System:
- Austrian Airlines
- EVA Air
- Lufthansa
- Swiss

## Technik
Das System basiert auf einem in den jeweiligen Koffer integriertes Displaydatenmodul mit E-Ink-Display. Dieses hat eine Auflösung von 200 × 750 Pixeln und besitzt acht Graustufen. Für die Darstellung eigener Fotos sind 200 × 444 Pixel nutzbar, da der untere Bereich des Displays für die Adresse des Kofferinhabers vorgesehen ist. Das Display ist mit Gorilla Glass geschützt. Die Verbindung zum Smartphone erfolgt durch Bluetooth. Hierzu muss der Koffer zunächst mit dem Smartphone verbunden werden, wozu sich im Koffer ein Pairing-Knopf befindet. Danach können individuelle Bilder über eine spezielle App auf das Display übertragen werden oder Gepäckanhängerdaten über die App der jeweiligen Fluggesellschaft. Da E-Ink-Displays nur bei Veränderungen des Displayinhalts Strom benötigen, können ca. 800 Übertragungen mit zwei Alkaline-Batterien des Typs AAA/Micro (LR03) erfolgen. Werden die Batterien danach entfernt oder verlieren sie durch Entladung die Spannung, bleibt der Displayinhalt erhalten.

## Apps
Die benötigte App ist für iOS und Android erhältlich.

## Auszeichnungen
- 2017: Art Directors Club Award, Gold in der Kategorie „Digitale Medien Craft/Innovative Technologie“[5]
- 2017: Deutscher Digital Award, Silber in der Kategorie „Digitale Transformation – Innovation“[6]
- 2017: London International Awards[7]

## Alternativen
Alternative Systeme für elektronische Gepäckanhänger sind das BAGTAG-System und das in der Entwicklung befindliche IATA-Electronic-Bag-Tag-System.